# Championnats d'Afrique de sambo 2023
Navigation
2022 2024
Les Championnats d'Afrique de sambo 2023 sont la 17e édition des Championnats d'Afrique de sambo. Ils se déroulent du 19 au 22 mai 2023  au Complexe sportif Mohammed V de Casablanca, au Maroc. 
Pour la première fois de l'histoire de la compétition, le sambo de combat féminin est au programme avec deux catégories de poids (moins de 59 kg et moins de 72 kg).

## Nations participantes
23 pays participent à ces Championnats d'Afrique :
- Algérie
- Angola
- Bénin
- Burkina Faso
- Cameroun
- Comores
- Côte d'Ivoire
- Djibouti
- Égypte
- Ghana
- Guinée
- Mali
- Maroc
- Maurice
- Mauritanie
- Niger
- République centrafricaine
- République démocratique du Congo
- République du Congo
- Seychelles
- Sierra Leone
- Togo
- Tunisie

## Résultats
Les résultats sont les suivants : 

### Sambo hommes
| Épreuves | Or                       | Argent                              | Bronze                             |
| -------- | ------------------------ | ----------------------------------- | ---------------------------------- |
| 58 kg    | Yasser Bouhessoune (MAR) | Mohamed Amin Bessai (ALG)           | Amadou Yacouba Issifou (NIG)       |
| 58 kg    | Yasser Bouhessoune (MAR) | Mohamed Amin Bessai (ALG)           | Yao Sodjine Anthony (TOG)          |
| 64 kg    | Lyes Saker (ALG)         | Monaam Mejri (TUN)                  | Franck Benoit Meyong Ondoa (CMR)   |
| 64 kg    | Lyes Saker (ALG)         | Monaam Mejri (TUN)                  | Elmehdi Slimani (MAR)              |
| 71 kg    | Youssouf Diallo (MLI)    | Hamza Eloudghiri (MAR)              | Yacine Idoui (ALG)                 |
| 71 kg    | Youssouf Diallo (MLI)    | Hamza Eloudghiri (MAR)              | Abdelrahman Elamir Eldamrany (ALG) |
| 79 kg    | Boubker Essoufi (MAR)    | Ahmed Darwish (EGY)                 | Amrouche Abdelkader (ALG)          |
| 79 kg    | Boubker Essoufi (MAR)    | Ahmed Darwish (EGY)                 | Boubou Camara (MTN)                |
| 88 kg    | Mohamed Azaz (EGY)       | Nandjo Yoann Wilfried Yapi (CIV)    | Walid Ziane (MAR)                  |
| 88 kg    | Mohamed Azaz (EGY)       | Nandjo Yoann Wilfried Yapi (CIV)    | Abderaouf Bourreghida (ALG)        |
| 98 kg    | Abdelrhman Asfour (EGY)  | Vanlier Ndam Gérard Michel (CMR)    | Nasser Edderdak (MAR)              |
| 98 kg    | Abdelrhman Asfour (EGY)  | Vanlier Ndam Gérard Michel (CMR)    | Idrissa Hamadou Hassane (NIG)      |
| +98 kg   | Adlane Guerroumi (ALG)   | Julien Claude Tombou Mouafouo (CMR) | Bajos Tshibambe (COD)              |
| +98 kg   | Adlane Guerroumi (ALG)   | Julien Claude Tombou Mouafouo (CMR) | Brahim Mouhyi (MAR)                |

### Sambo de combat hommes
| Épreuves | Or                           | Argent                     | Bronze                             |
| -------- | ---------------------------- | -------------------------- | ---------------------------------- |
| 58 kg    | Célestin Mbida Zanga (CMR)   | Abdelmounim Faroukhi (MAR) | Aime Amoussou (BEN)                |
| 58 kg    | Célestin Mbida Zanga (CMR)   | Abdelmounim Faroukhi (MAR) | Pema Milicien Toupou (GUI)         |
| 64 kg    | Youssef Faout (MAR)          | Hassani Hakim (ALG)        | Mamadou Lamarana Kanté (GUI)       |
| 71 kg    | William Célestin Fokam (CMR) | Adil Bahar (MAR)           | Fouzi Djezzari (ALG)               |
| 79 kg    | Badreddine Diani (MAR)       | Amadou Magassouba (GUI)    | Non attribuée                      |
| 88 kg    | Mustapha Mouknaj (MAR)       | Bilal Benchikh (ALG)       | Veron Mathieu Ayissi Bessala (CMR) |
| 98 kg    | Seidou Nji Mouluh (CMR)      | Fouad Ould Madani (ALG)    | Salaheddine Taib (MAR)             |
| +98 kg   | Seif Eddine Ahani (MAR)      | Halidou Adamou (NIG)       | Non attribuée                      |

### Sambo femmes
| Épreuves | Or                  | Argent                        | Bronze                 |
| -------- | ------------------- | ----------------------------- | ---------------------- |
| 59 kg    | Wiam Fasla (MAR)    | Idi Adam Anna (NIG)           | Maream Elkhateeb (EGY) |
| 59 kg    | Wiam Fasla (MAR)    | Idi Adam Anna (NIG)           | Kadidiatou Maiga (MLI) |
| 65 kg    | Chaimaa Taibi (MAR) | Non attribuée                 | Non attribuée          |
| 72 kg    | Oulaya Khairi (MAR) | Phalone Viviane Nindjeu (CMR) | Non attribuée          |

### Sambo de combat femmes
| Épreuves | Or                                  | Argent             | Bronze              |
| -------- | ----------------------------------- | ------------------ | ------------------- |
| 59 kg    | Fatma Atta (EGY)                    | Ghita Chafik (MAR) | Non attribuée       |
| 72 kg    | Marie Victorine Onguene Tsimi (CMR) | Eman Hany (EGY)    | Oumayma Lahbi (MAR) |

### Sambo de plage hommes
| Épreuves | Or                       | Argent                              | Bronze                        |
| -------- | ------------------------ | ----------------------------------- | ----------------------------- |
| 58 kg    | Yasser Bouhessoune (MAR) | Yao Sodjine Anthony (TOG)           | Amadou Yacouba Issifou (NIG)  |
| 58 kg    | Yasser Bouhessoune (MAR) | Yao Sodjine Anthony (TOG)           | Aboubacar Koulibaly (GUI)     |
| 71 kg    | Hamza Eloudghiri (MAR)   | Deo Grace Makoutika (CGO)           | Norlin Bayilaba (COD)         |
| 71 kg    | Hamza Eloudghiri (MAR)   | Deo Grace Makoutika (CGO)           | Abdoulaye Garba Garba (NIG)   |
| 88 kg    | Mohamed Azaz (EGY)       | Walid Ziane (MAR)                   | Boubou Camara (MTN)           |
| 88 kg    | Mohamed Azaz (EGY)       | Walid Ziane (MAR)                   | Ibrahima Sakho (MLI)          |
| +88 kg   | Bilal Benchikh (ALG)     | Julien Claude Tombou Mouafouo (CMR) | Yaya Traoré (MLI)             |
| +88 kg   | Bilal Benchikh (ALG)     | Julien Claude Tombou Mouafouo (CMR) | Idrissa Hamadou Hassane (NIG) |

### Sambo de plage femmes
| Épreuves | Or                     | Argent                    | Bronze                              |
| -------- | ---------------------- | ------------------------- | ----------------------------------- |
| 59 kg    | Maream Elkhateeb (EGY) | Adjowa Tsignenougah (TOG) | Idi Adam Anna (NIG)                 |
| 59 kg    | Maream Elkhateeb (EGY) | Adjowa Tsignenougah (TOG) | Kadidiatou Maiga (MLI)              |
| 72 kg    | Chaimaa Taibi (MAR)    | Eman Hany (EGY)           | Marie Victorine Onguene Tsimi (CMR) |
| +72 kg   | Oulaya Khairi (MAR)    | Non attribuée             | Non attribuée                       |